# Liga Mexicana de Rugby XV's
La Liga Mexicana de Rugby XV's Varonil es la máxima categoría masculina en el rugby mexicano, la competencia es organizada por la Federación Mexicana de Rugby (FMRU).

## Historia

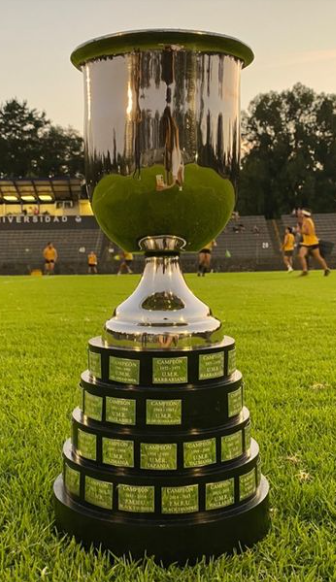
Trofeo de la Liga Mexicana de Rugby XV's Varonil

La Primera Temporada se jugó en 1973 donde el campeón fue el equipo "Barbarians", este mismo equipo fue el primer bicampeón del rugby mexicano ganando en 1972-1973 y en 1973-1974. Actualmente los equipos con más campeonatos son Tazmania RFC México A.C. y Wallabies RFC México, ambos con 12 campeonatos.

## Formato
El formato de la competencia suele cambiar dependiendo del número de equipos, el formato actual consiste de dos fases (Fase Regional y Fase Nacional).

#### Fase regional
La Fase Regional consiste de 15 equipos divididos entre tres Zonas (Metropolitana, Oriente, Noreste) en las cuales estarán compitiendo por el pase a la Fase Nacional, los equipos que clasifican a la Fase Nacional son los siguientes: 1°, 2°, 3°, 4°, 5° y 6° Zona Metropolitana, 1° Zona Oriente, 1° Zona Noreste y un Repechaje.
Fase Nacional
La Fase Nacional consiste de 10 equipos divididos entre dos grupos (A y B), el Grupo A está formado por el 1°, 4°, 5° de la Zona Metropolitana, 1° de la Zona Oriente y el campeón del Repechaje, el Grupo B está formado por el 2°, 3°, 6° de la Zona Metropolitana, el 1° de la Zona Noreste y el perdedor del Repechaje.
Semifinales
En las Semifinales se enfrentan de manera cruzada el primer lugar del Grupo A contra el segundo lugar del Grupo B; y el primer lugar del Grupo B contra el segundo lugar del Grupo A. Los locales para estos partidos serán los equipos que terminen en primer lugar de cada grupo.
Final
En la Final se enfrentan los equipos ganadores de las semifinales. La Federación Mexicana de Rugby y la Comisión de Campeonato decidirán la sede.

## Historial
| Temporada | Ganador                            |
| --------- | ---------------------------------- |
| 1972-1973 | Barbarians                         |
| 1973-1974 | Barbarians                         |
| 1974-1975 | Reforma A.C.                       |
| 1975-1976 | Universidad De Las Américas Puebla |
| 1976-1977 | Barbarians                         |
| 1977-1978 | Reforma A.C.                       |
| 1978-1979 | Guerreros Instituto Anglo Mexicano |
| 1979-1980 | Guerreros Instituto Anglo Mexicano |
| 1980-1981 | Guerreros Instituto Anglo Mexicano |
| 1981-1982 | Cerveceros                         |
| 1982-1983 | Wallabies RFC México               |
| 1983-1984 | Old Green                          |
| 1984-1985 | Universidad de Guanajuato          |
| 1985-1986 | Guerreros                          |
| 1986-1987 | Barbarians                         |
| 1987-1988 | Guerreros                          |
| 1988-1989 | Tazmania RFC México A.C.           |
| 1989-1990 | Pumas UNAM                         |
| 1990-1991 | Tazmania RFC México A.C.           |
| 1991-1992 | Tazmania RFC México A.C.           |
| 1992-1993 | Wallabies RFC México               |
| 1993-1994 | Tazmania RFC México A.C.           |
| 1994-1995 | Tazmania RFC México A.C.           |
| 1995-1996 | Wallabies RFC México               |
| 1996-1997 | Wallabies RFC México               |
| 1997-1998 | Tazmania RFC México A.C.           |
| 1998-1999 | Tazmania RFC México A.C.           |
| 1999-2000 | Tazmania RFC México A.C.           |
| 2000-2001 | Wallabies RFC México               |
| 2001-2002 | Miquiztli                          |
| 2002-2003 | Wallabies RFC México               |
| 2003-2004 | Miquiztli                          |
| 2004-2005 | Universidad de Celaya              |
| 2005-2006 | Universidad de Celaya              |
| 2006-2007 | Universidad de Celaya              |
| 2007-2008 | Universidad de Celaya              |
| 2008-2009 | Wallabies RFC México               |
| 2009-2010 | Wallabies RFC México               |
| 2010-2011 | Wallabies RFC México               |
| 2011-2012 | Wallabies RFC México               |
| 2012-2013 | Wallabies RFC México               |
| 2013-2014 | Black Thunder                      |
| 2014-2015 | Black Thunder                      |
| 2015-2016 | Wallabies RFC                      |
| 2016-2017 | Black Thunder                      |
| 2017-2018 | Hammerheads                        |
| 2018-2019 | Tazmania RFC México A.C.           |
| 2019-2020 | Tazmania RFC México A.C.           |
| 2020-2021 | Cancelado                          |
| 2021-2022 | Tazmania RFC México A.C.           |
| 2022-2023 | Tazmania RFC México A.C.           |
| 2023-2024 | Black Thunder                      |

## Palmarés
| Club                      | Títulos |
| ------------------------- | ------- |
| Wallabies RFC México      | 12      |
| Tazmania RFC México A.C.  | 12      |
| Guerreros                 | 5       |
| Barbarians                | 4       |
| Universidad de Celaya     | 4       |
| Black Thunder             | 4       |
| Miquiztli                 | 2       |
| Reforma A.C.              | 2       |
| Cerveceros                | 1       |
| Hammerheads               | 1       |
| Old Green                 | 1       |
| Pumas UNAM                | 1       |
| UDLAP                     | 1       |
| Universidad de Guanajuato | 1       |